# Ditomyia macroptera
Ditomyia macroptera är en tvåvingeart som beskrevs av Johannes Winnertz 1852. Ditomyia macroptera ingår i släktet Ditomyia och familjen hårvingsmyggor. Inga underarter finns listade i Catalogue of Life.